# هیسپانیا سیتریور (استان رومی)
هیسپانیا سیتریور (به لاتین: Hispania Citerior) به معنای «ایبری نزدیکتر» یکی از مناطق هیسپانیا در طول جمهوری روم بود. این ایالت در طول سواحل شرقی ایبری تا کارتاخنای امروزی در مورسیا امتداد داشت. این ایالت غالباً استان‌های خودمختار امروزین کاتالونیا و بخش خودمختار والنسیا را دربرمی گرفت. در جنوب این ایالت، ایالت هیسپانیا اولتریور واقع بود، علت نامگذاری آن این بود که ایالت نامبرده از روم دورتر بود.
این دو ایالت در ۱۹۷ پیش از میلاد یا چهارسال پس از پایان دومین جنگ کارتاژ (۲۰۱–۲۱۸ق. م) تأسیس شدند. در طول این جنگ‌ها، شیپیونه آفریکانو کارتاژی‌ها را در نبرد لیپا (نزدیک سویا) در ۲۰۶ق. م شکست داد. این نبرد سبب شد رومیان بتوانند قلمرو کارتاژ را از جنوب اسپانیا و سواحل شرقی اش تا رود ایبرو را در اختیار بگیرند.
در پایان سدهٔ اول پیش از میلاد، آگوستوس ایالات رومی در هیسپانیا را بازسازماندهی کرد؛ به طوری که هیسپانیا اولتریور و هیسپانیا سیتریور به ترتیب عنوان تازه هیسپانیا بایتیکا و هیسپانیا تاراکوننسیس را برخود نهادند و ایالت جدیدی به نام لوسیتانیا نیز ایجاد شد.